# Caspar Hoffmann (Schauspieler)
Caspar Hoffmann (* 2007 in Köln) ist ein
deutscher Schauspieler in Film und Fernsehen.

## Leben und Karriere
Caspar Hoffmann ist ein deutscher Nachwuchsschauspieler, geboren 2007 in Köln. 2016 besuchte er die First Take Schauspielakademie in Köln. Er ist vor allem als Jugenddarsteller aktiv und hat bereits in mehreren Film- und Fernsehproduktionen mitgewirkt. Zu seinen bekanntesten Rollen zählen Auftritte in der Tatort-Fernsehreihe Tatort: Nemesis (2019), Wir sind dann wohl die Angehörigen (2022), Tatort: Avatar (2024), Delicious und Tatort: Feuer (2025).

## Filmografie (Auswahl)
- 2017: Die Eifelpraxis – Gebrochene Herzen
- 2019: Tatort: Nemesis
- 2022: Völlig meschugge?! – Der gefallene Stern[6]
- 2022: Wir sind dann wohl die Angehörigen
- 2024: Tatort: Avatar
- 2025: Delicious
- 2025: Notruf Hafenkante (Fernsehserie, 1 Folge)
- 2025: Tatort: Feuer